# Уравнение Дитеричи
Уравнение Дитеричи — уравнение состояния, связывающее основные термодинамические величины в газе. Используется наряду с более распространенным уравнением Ван-дер-Ваальса для описания реальных газов, в которых частицы имеют конечные размеры и взаимодействуют друг с другом.
Предложил и теоретически обосновал Конрад Дитеричи (1858—1929).
Встречается в двух различных вариантах:
{\displaystyle p={\frac {RT}{V-b}}\exp \left(-{\frac {a}{RTV}}\right)\qquad (I)}
или
{\displaystyle p={\frac {RT}{V-b}}-{\frac {a}{V^{5/3}}},\qquad (II)}
для одного моля газа, где
- {\displaystyle p} — давление,
- {\displaystyle V} — молярный объём,
- {\displaystyle T} — абсолютная температура,
- {\displaystyle R} — универсальная газовая постоянная,
- {\displaystyle a} — постоянная (разная для разных веществ), характеризующая взаимное притяжение молекул,
- {\displaystyle b} — постоянная (разная для разных веществ), связанная с размерами молекул, характеризующая взаимное отталкивание молекул.

Оба уравнения являются полуэмпирическими. Они переходят в уравнение состояния идеального газа в пределе больших молярных объёмов.
Первое уравнение Дитеричи для умеренных давлений значительно лучше уравнения Ван-дер-Ваальса, но при этом совершенно непригодно для больших давлений.